# Capela do Anjo da Guarda (Ponte de Lima)

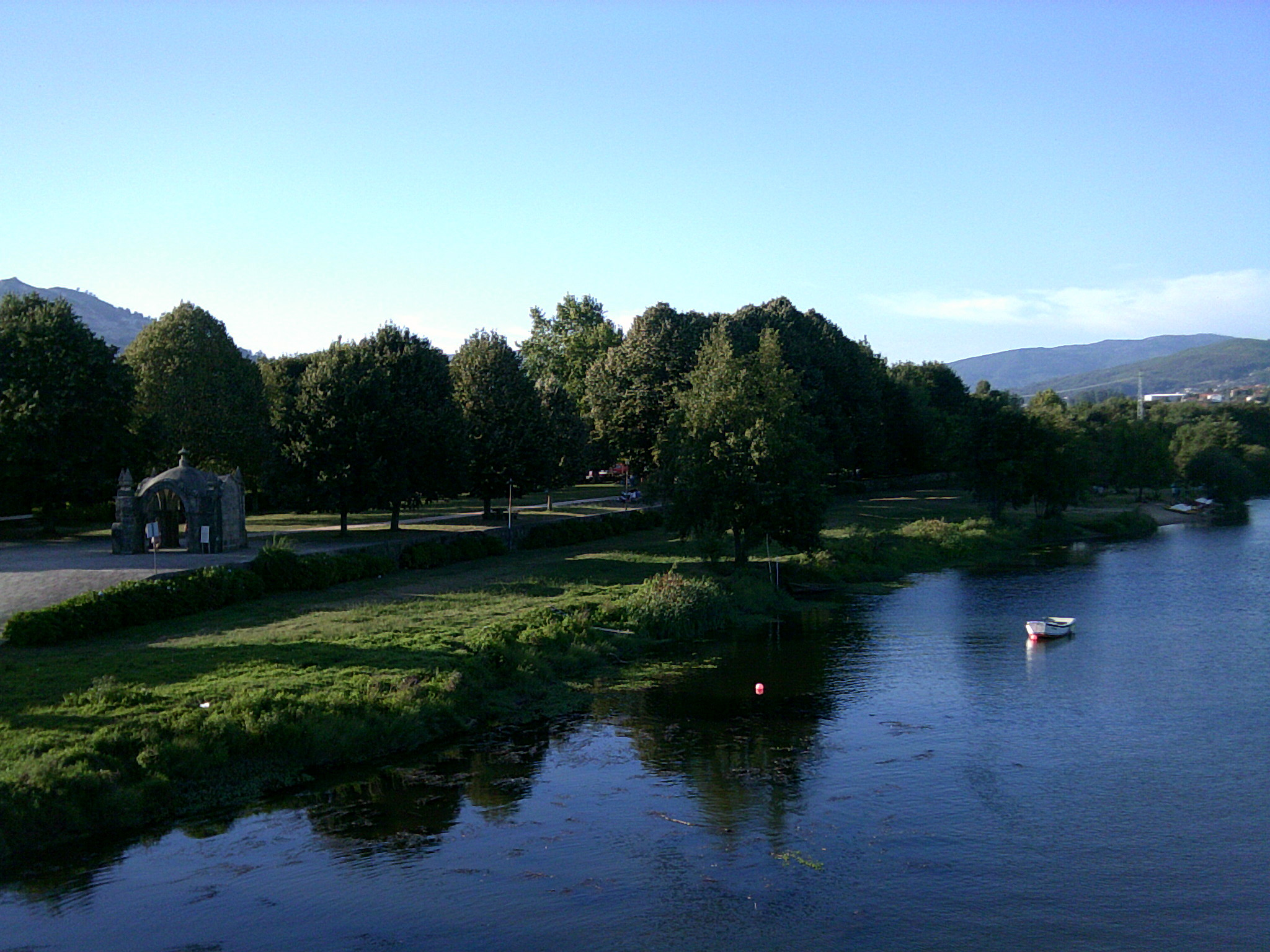
Rio Lima, Ponte de Lima: ao fundo a Capela do Anjo da Guarda.

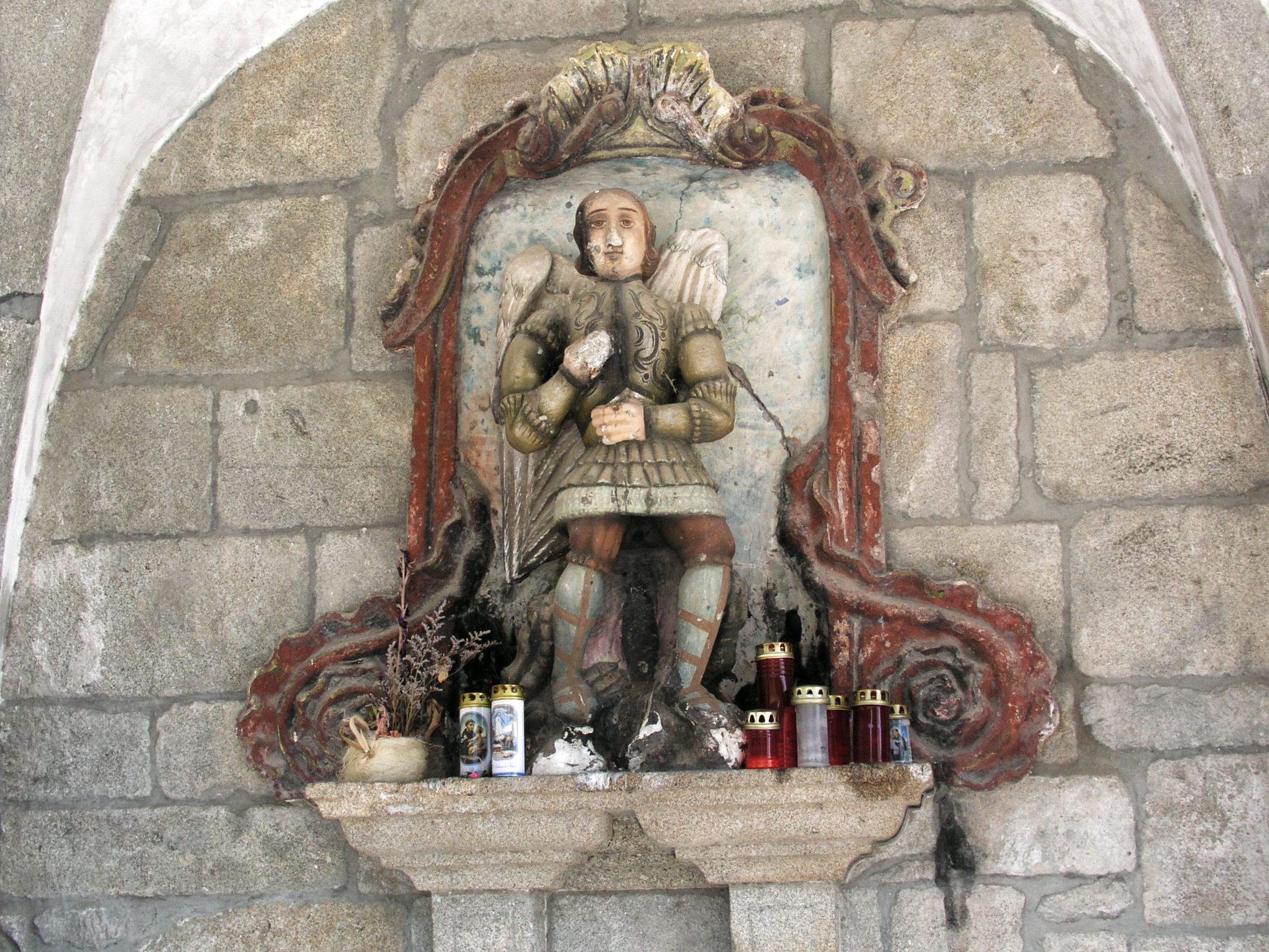
Capela do Anjo da Guarda: imagem de São Miguel.

A Capela do Anjo da Guarda, também referida como Padrão de São Miguel, localiza-se na margem direita do rio Lima, junto à ponte romana sobre o mesmo, na freguesia de Arcozelo, município de Ponte de Lima, distrito de Viana do Castelo, em Portugal.
Encontra-se classificada como Monumento Nacional pelo Decreto n.º 95/78, publicado pelo Diário da República n.º 210, de 12 de setembro de 1978.

## História
Remonta possivelmente a um primitivo templo em estilo tardo-românico, erguido ao final do século XIII, como lugar de devoção junto aquele importante ponto de travessia do rio.
Após ter sido parcialmente destruída pelas águas durante uma das cheias do rio foi reconstruida no século XVIII, quando recebeu reforço nos pilares e a imagem de São Miguel.
Teve culto até 1834 a expensas do Senado da Câmara Municipal.
Em 2021, foi restaurada e a intervenção inaugurada no dia 05 de março de 2022 incidiu na cantaria de pedra, nos rebocos tradicionais e ma escultura em argamassa. No total, o projeto teve um custo aproximado de 900 mil euros. A imagem do Anjo da Guarda foi sujeito a várias camadas de decapagem, porque estava muito abonecado. Tinha sido alvo de sucessivas intervenções que danificaram o aspeto original que tinha, tanto a imagem como o nicho. Foram removendo, camada a camada, até chegar às camadas originais e à configuração estética original.

## Características
Trata-se de uma capela com planta quadrangular, em cantaria de granito, é uma estrutura de tramo único assente sobre colunas e coberta por abóbada de cruzaria de ogivas. Três faces são abertas ao exterior, por arcadas de arco apontado, sendo a quarta, a virada a sul, fechada e servindo de parede fundeira, onde se adossa, pelo lado interior e ao centro, um altar sobre duas mísulas, onde se encontra uma imagem policromada de São Miguel. Sobre a pedra de fecho da abóbada ergue-se um coruchéu.